# Sam Willoughby
Sam Willoughby (Bedford Park, 15 de agosto de 1991) es un deportista australiano que compite en ciclismo en la modalidad de BMX. Está casado con la ciclista estadounidense Alise Post.
Participó en dos Juegos Olímpicos de Verano, en los años 2012 y 2016, obteniendo una medalla de plata en Londres 2012, en la carrera masculina. Ganó cuatro medallas en el Campeonato Mundial de Ciclismo BMX entre los años 2012 y 2016.

## Palmarés internacional
| Juegos Olímpicos   | Juegos Olímpicos         | Juegos Olímpicos | Juegos Olímpicos |
| Año                | Lugar                    | Medalla          | Competición      |
| ------------------ | ------------------------ | ---------------- | ---------------- |
| 2012               | Londres (Reino Unido)    | Medalla de plata | Carrera          |
| Campeonato Mundial |                          |                  |                  |
| Año                | Lugar                    | Medalla          | Competición      |
| 2012               | Birmingham (Reino Unido) | Medalla de oro   | Carrera          |
| 2014               | Róterdam (Países Bajos)  | Medalla de oro   | Carrera          |
| 2014               | Róterdam (Países Bajos)  | Medalla de oro   | Contrarreloj     |
| 2016               | Medellín (Colombia)      | Medalla de plata | Contrarreloj     |